# 塞爾維亞志願軍
塞爾維亞志願軍（英語：Serbian Volunteer Corps），是個屬法西斯主義組織南斯拉夫民族运动的準軍事組織，二次大戰期間與納粹德國合作，全盛時期兵力達9,886人。